# Anheuser-Busch

Oude reclameposter van E. Anheuser Company's Brewing Association

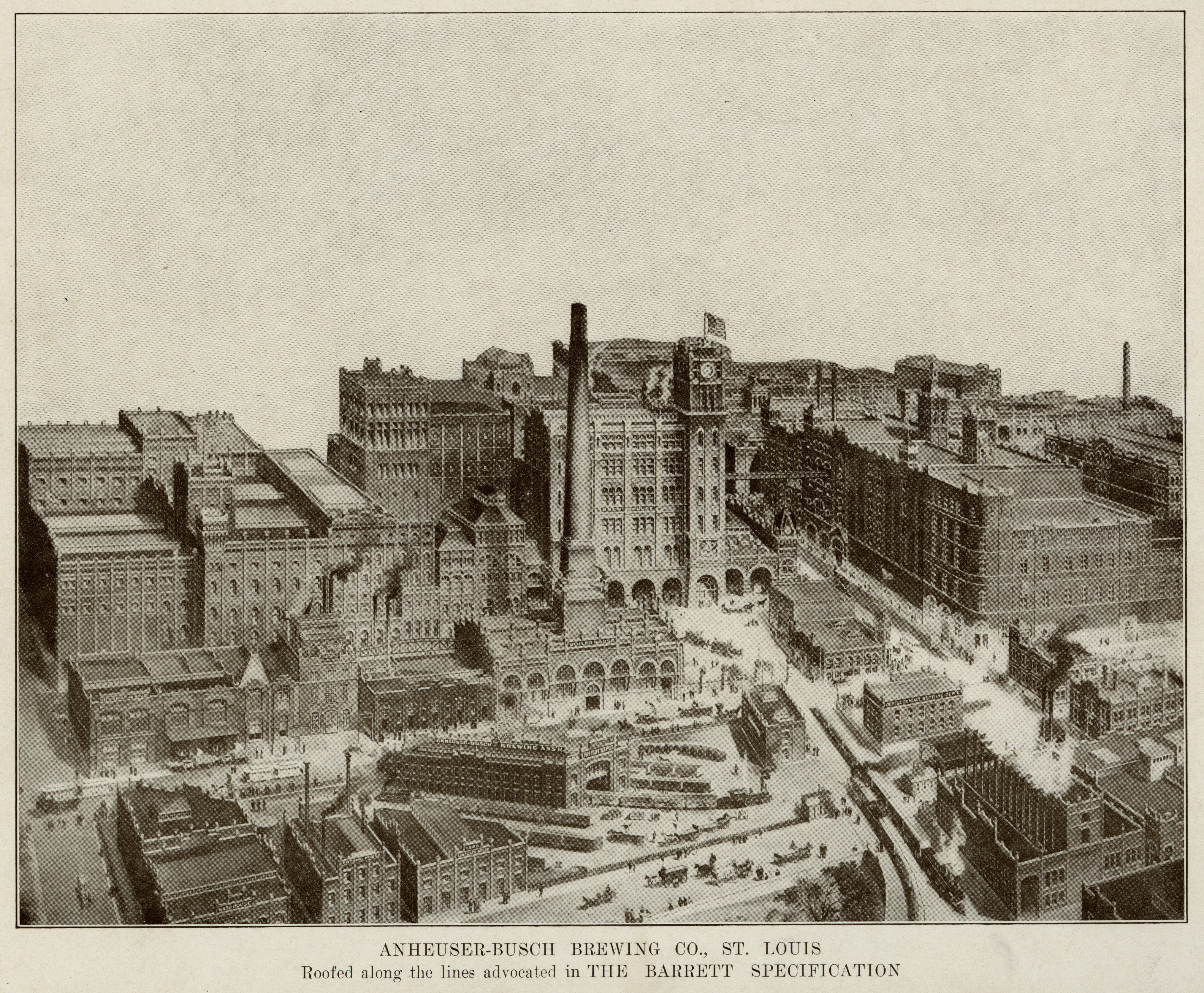
De grote brouwerij in Saint Louis, veelal opgetrokken in rode baksteen in de tweede helft van de 19e eeuw. Veel gebouwen staan er nog en zijn beschermd.

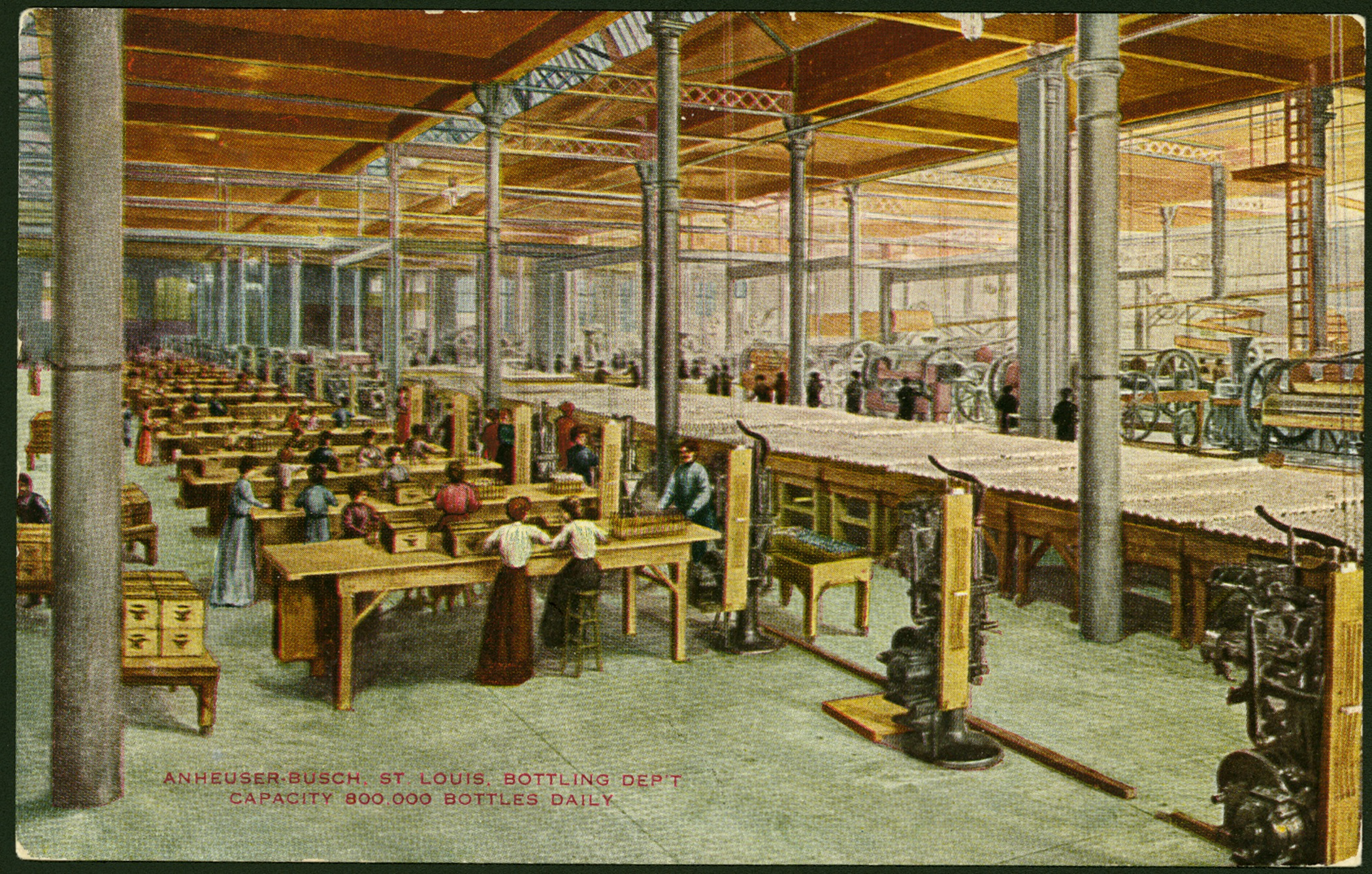
De bottelarij omstreeks 1910.

Anheuser-Busch (vaak afgekort tot A-B), was de op twee na grootste brouwer ter wereld, na InBev en SABMiller. Het bedrijf is sinds 2008 een onderdeel van Anheuser-Busch InBev, de grootste brouwerijgroep ter wereld.
Het algemene hoofdkwartier van A-B was in Saint Louis, Missouri in de Verenigde Staten. Het bedrijf produceerde meer dan 35 verschillende bieren en malt liquors. De bekendste merken van Anheuser-Busch waren Budweiser (in de volksmond "Bud" genoemd), Busch en Michelob. Het belangrijkste Light-merk is Bud Light, het bestverkopende biermerk in de VS, maar A-B produceerde ook het lagergeprijsde Natural Light, dat vooral populair is onder studenten.

## Geschiedenis

### Familie
Eberhard Anheuser (Bad Kreuznach 1805 – 2 mei 1880) heeft zijn familiewortels in Bad Kreuznach waar de familie werkte in de wijnbouw en -handel. Het bedrijf bestaat daar nog altijd in de 13de generatie. In 1842 verlaat hij Duitsland en trekt naar Saint Louis. In 1861 huwden zijn twee dochters met een Busch, onder wie Lily die huwde met Adolphus Busch.
Eberhard werkte eerst samen met de Bavarian Brewery Company van Georg Schneider gesticht in 1852 en die in 1860 zijn volledige eigendom werd en veranderde de naam in Eberhard Anheuser Company. In 1879 veranderde de naam in Anheuser-Busch.
Adolphus Busch (10 juli 1839 – 10 oktober 1913), is de schoonzoon van stichter Anheuser en betovergrootvader van August Busch IV, de laatste CEO van het zelfstandige bedrijf. Hij werd geboren in Mainz-Kastel in Duitsland. Hij was de tweede jongste van 22 kinderen in een familie die werkte in de wijn- en biersector. Hij studeerde in Brussel en trok in 1857 naar Saint Louis. Hij was de eerste brouwer die moderne technologie toepaste. Dankzij de Franse uitvinding van pasteuratie en het kunstmatig koelen en het bottelen op grote schaal kon hij in 1876 de Budweiser lanceren, het bleek een wereldwijd succes, mede dankzij nieuwe inzichten in marketing.
August A. Busch sr. (1865-1934), was de zoon van Adolphus Busch en had gedurende zijn bestuursperiode af te rekenen met de drooglegging en bracht zodoende andere producten op de markt: niet alcoholische dranken, bakkersgist, koelelementen en werkte even in de autosector. Op die manier kon hij het bedrijf door die moeilijke periode leiden en had hij werk voor zijn personeel. Na het opheffen van de drooglegging in 1933 werd bier opnieuw hun hoofdproduct.
In 1934 werd hij opgevolgd door zijn oudste zoon Adolphus Busch III (1891-1946) en in 1946 door de andere zoon August A. Busch jr. (1899-1989). Onder zijn leiderschap werd Anheuser-Busch in 1957 de grootste brouwer van het land.
De zoon en kleinzoon van August A. Busch jr. August A. Busch III (1937) en August A. Busch IV (1964) waren altijd actief binnen het bedrijf respectievelijk als voorzitter en als CEO.

### Bedrijf
In 1852 opende de Duits-Amerikaanse George Schneider een bierbrouwerij in Saint Louis. Aanvankelijk had het succes, maar in 1860 stond het aan de rand van een faillissement. Het werd overgenomen door William D'Oench, een plaatselijke apotheker, en zijn partner Eberhard Anheuser, een succesvolle fabrikant van zeep. Adolphus Busch was in 1857 van Duitsland naar Saint Louis geëmigreerd. Hij trouwde in 1861 met Lilly, de dochter van Eberhard Anheuser. Na de Amerikaanse Burgeroorlog begon Busch te werken als verkoper voor de brouwerij. D'Oench bemoeide zich weinig met de zaken en verkocht in 1869 zijn belang aan Busch. Van 1860 tot 1875 stond de brouwerij bekend als E. Anheuser & Co., en van 1875 tot 1879 als de E. Anheuser Company's Brewing Association.
Onder Busch werden nieuwe technieken bij de bierproductie geïntroduceerd, zoals pasteurisatie om het bier vers te houden, mechanische koeling en gekoelde treinwagons voor het transport en ook flessen als verpakking. De koelwagons maakte het transport over langere afstanden mogelijk en de afzetmarkt werd hierdoor vergroot. De productie steeg van 31.500 vaten in 1875 tot meer dan 200.000 in 1881.
In de jaren 1870, maakte Busch een studiereis door Europa en zag het succes van pilsener. Vooral het pils uit Budweis was erg populair. Terug in de Verenigde Staten werd in 1876 pils onder de merknaam Budweiser op de markt gebracht. Dit in combinatie met de flesverpakkingen maakte Budweiser het eerste nationale biermerk in het land.
In 1879 werd de naam Busch in de naam opgenomen, het bedrijf ging verder als Anheuser-Busch Brewing Association. Een jaar later volgde Busch zijn overleden schoonvader op. De brouwerij bleef in handen van de familie Busch tot de verkoop van Anheuser-Busch aan InBev in 2008.
Het bedrijf bleef groeien om aan de vraag te kunnen voldoen. In 1907 produceerde het 1,6 miljoen vaten bier. Anheuser-Busch anticipeerde op de toenemende bezwaren van het alcoholgebruik en bracht niet-alcoholische en alcoholarme dranken op de markt. Het meest succesvolle was Bevo, een moutdrank die in 1908 werd geïntroduceerd. Na de dood van Adolphus Busch in 1913 nam zijn zoon, August Anheuser Busch Sr., de bedrijfsleiding over.
Eind 1917 werd voorstel dat voorzag in een totaalverbod op productie, verkoop en transport van consumptieve alcohol, door het Huis van Afgevaardigden en de Senaat aangenomen. De staten moesten dit ratificeren een proces dat in 1922 werd afgerond. Om de daling van de bierverkopen te compenseren, verkocht Anheuser-Busch biergist, moutextract, ijs en Bevo, de niet-alcoholische moutdrank of "near beer". In 1933 werd het alcoholverbod weer ingetrokken.
In 1957 was Anheuser-Busch de grootste bierproducent van de Verenigde Staten. In dat jaar realiseerde het een omzet van US$ 215 miljoen en een nettowinst van US$ 10 miljoen. Het telde toen 8630 medewerkers.
In 1974 introduceerde concurrent Miller een 'light' bier. Dit was een groot zakelijk succes en werd het best verkochte bier in het land. Anheuser-Busch werd verrast en het duurde tot 1977 voordat Natural Light en Michelob Light werden geïntroduceerd, later gevolgd door Budweiser Light. In 1980 was de omzet gegroeid naar US$ 9,8 miljard, de winst naar US$ 196 miljoen en het aantal medewerkers was gestegen naar 17.498.
Anheuser-Busch had in 2007 een omzet van bijna US$ 19 miljard en een nettowinst van US$ 2,1 miljard.
Op 12 juni 2008 maakte het Belgische brouwerijconcern InBev bekend dat het een bod van US$ 46 miljard had uitgebracht om Anheuser-Busch over te nemen. Nadat InBev het bod tot US$ 52 miljard verhoogde, nam de raad van bestuur van Anheuser-Busch op 13 juli 2008 het bod aan. De overname werd later goedgekeurd door de aandeelhouders waarna de grootste brouwerij ter wereld ontstond. Omdat voor veel Budweiserdrinkers een "Bud" een van de nationale symbolen van de Verenigde Staten is, was er veel protest tegen een overname door een buitenlandse brouwerij.

## Organisatie

### Brouwerijen in de Verenigde Staten
Het hoofdkwartier van Anheuser-Busch is gevestigd in Saint Louis. De alhier gevestigde brouwerij is de grootste van alle brouwerijen van het concern. Deze werd geopend in 1852 en heeft drie gebouwen die op de Amerikaanse monumentenlijst staan. Verder heeft Anheuser-Busch nog 11 brouwerijen in de Verenigde Staten. Op veel brouwerijen zijn rondleidingen mogelijk:
- Baldwinsville (New York) (nabij Syracuse)
- Cartersville (Georgia)
- Columbus (Ohio)
- Fairfield (Californië)
- Fort Collins (Colorado)
- Houston (Texas)
- Jacksonville (Florida)
- Los Angeles (Californië)
- Merrimack (New Hampshire) (nabij Manchester)
- Newark (New Jersey)
- Williamsburg (Virginia)

### Buitenlandse brouwerijen en belangen
In het buitenland bezat Anheuser-Busch 15 brouwerijen - 14 in China en één in het Verenigd Koninkrijk; In China bezit A-B onder andere de Budweiser Wuhan International Brewing Company, Ltd. (overgenomen in 1997) en Harbin Brewery Group Ltd. die een volledige dochter werd in 2004. In het Verenigd Koninkrijk, bezit Anheuser-Busch de Stag Brewing Company Ltd. die Budweiser voor de Engelse markt brouwt en bottelt.
Daarnaast heeft A-B supervisie over de lokaal gebrouwen Budweisers in zeven andere landen: Argentinië, Canada, Ierland, Italië, Japan, Spanje en Zuid-Korea.
Andere belangen van A-B zijn bijvoorbeeld:
- 50% aandeel in Grupo Modelo, Mexico (de grootste Mexicaanse brouwerij)
- 27% aandeel in de Tsingtao Brewery Company Ltd., China.

### Overige
Anheuser-Busch bezat naast de brouwerijen ook: Busch Gardens, SeaWorld en verschillende andere pretparken en resorts, maar ook bedrijven op het gebied van productie, transport en verpakking, gerelateerd aan de biertak van het bedrijf.

### Verkochte belangen
Het honkbalteam St. Louis Cardinals was eigendom van A-B vanaf halverwege de jaren '50 van de 20e eeuw tot het verkocht werd aan een groep financiers in maart 1996.
In november 2004 verkocht Anheuser-Busch zijn aandelenpakket (20%) in CCU (Compañía de Cervecerías Unidas) uit Chili aan een Chileense bank.

## Portfolio Anheuser-Busch
- Budweiser en Bud
  - Bud Dry
  - Bud Ice
  - Bud Ice Light
  - Bud Light
  - Budweiser
  - Budweiser Select (Light bier)
- Busch
  - Busch Beer
  - Busch Ice
  - Busch Light
  - Busch NA (alcoholvrij)
- Michelob
  - Michelob
  - Michelob All Malt
  - Michelob Amber Bock
  - Michelob Black & Tan
  - Michelob Dark
  - Michelob Golden Draft
  - Michelob Golden Draft Light
  - Michelob Hefeweizen
  - Michelob Honey Lager
  - Michelob Light
  - Michelob Marzen
  - Michelob Pale Ale
  - Michelob Ultra

- Natural
  - Natural Ice
  - Natural Light
- O'Doul's (alcoholarm bier)
  - O'Doul's
  - O'Doul's Amber
- Kleinere merken
  - 9th Street Market Lime & Cactus (fruitbier)
  - Anheuser World Lager
  - Aruba Red
  - B-to-the-E (gekruid bier)
  - Bare Knuckle Stout
  - Brewhouse Lager
  - Devil Ray Red
  - Elk Mountain Amber Ale
  - Foxhound Lager
  - Hurricane Malt Liquor
  - Hurricane Ice
  - Jaguar Malt Liquor
  - Killarney's Red Lager
  - King Cobra Premium Malt Liquor
  - Pacific Ridge Pale Ale
  - Red Label
  - Red Wolf
  - Safari Amber
  - Tequiza (fruitbier)
  - Tomahawk Amber Ale
  - Ziegen Light
  - ZiegenBock Amber

## Geschillen
Het bedrijf Anheuser-Busch heeft met de brouwerij van Budweiser Budvar een langslepend conflict over het gebruik van de naam "Budweiser" beëindigd. De Amerikanen claimen het recht op de naam omdat zij 20 jaar eerder dan de Tsjechische brouwerij een commercieel bier op de markt hebben gebracht met de naam "Budweiser". De verdediging van de Tsjechen luidt dat al sinds 1265 bier gebrouwen wordt in České Budějovice (Duits: Budweis). Iets of iemand die uit Budweis komt heet Budweiser. In de meeste Europese landen wordt het bier daarom verkocht onder de naam Bud. In Duitsland vocht de brouwerij Bitburger dit met succes aan omdat het te veel leek op het al gedeponeerde Bit. In Duitsland heet het daarom Anheuser-Busch B.
Verder heeft de brouwerijreus een geschil met de kleine brouwerij Dubuisson uit Pipaix in België. Dubuisson produceert de bieren onder de naam Bush (dus zonder "c"). Bush is de Engelse vertaling van de Franse naam Dubuisson. Bij dit geschil is de Amerikaanse reus veel succesvoller dan bij het geschil om de naam "Budweiser".